# Baldina

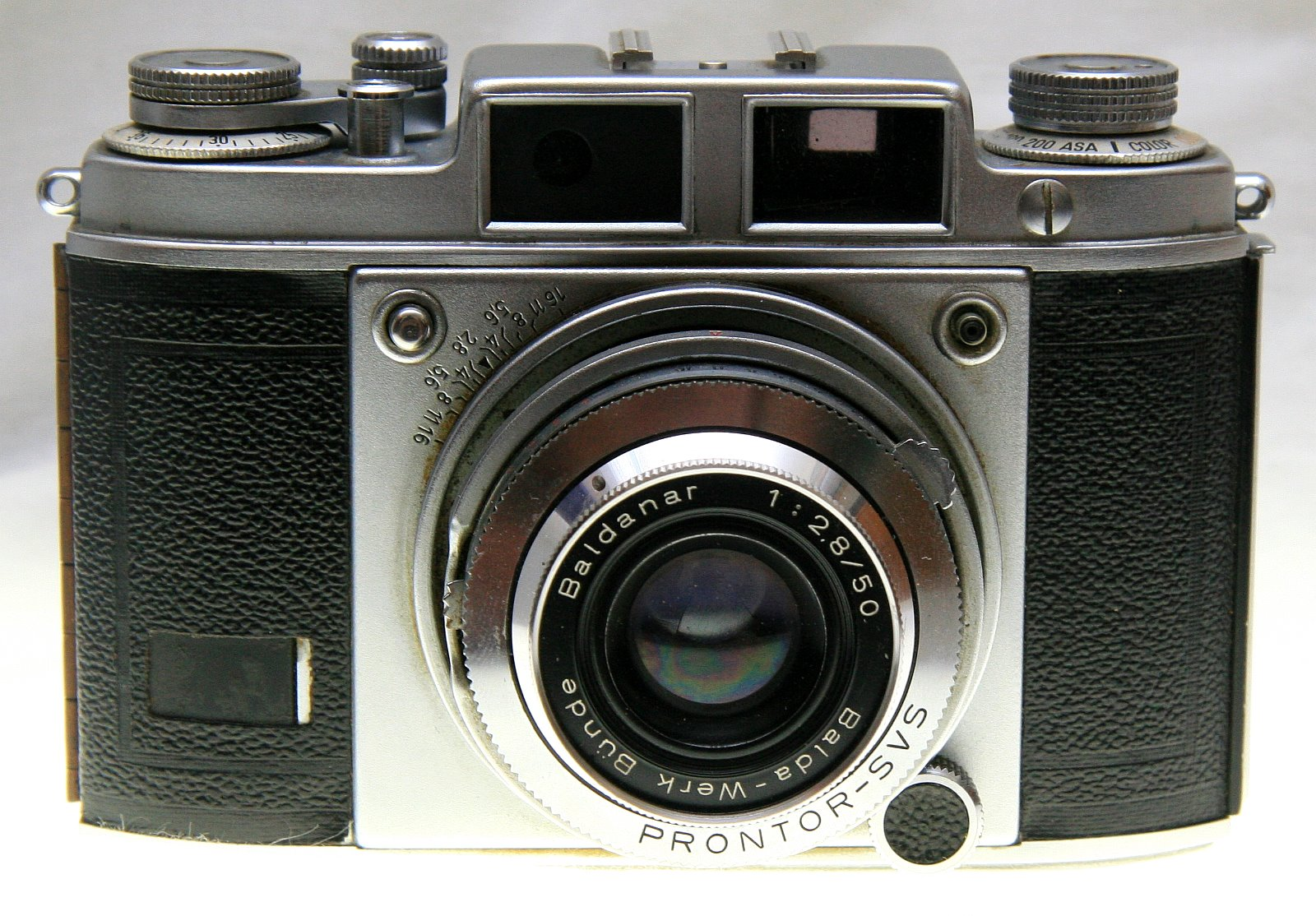
Imatge de la Balda Super Baldina, un model posterior a les originals.

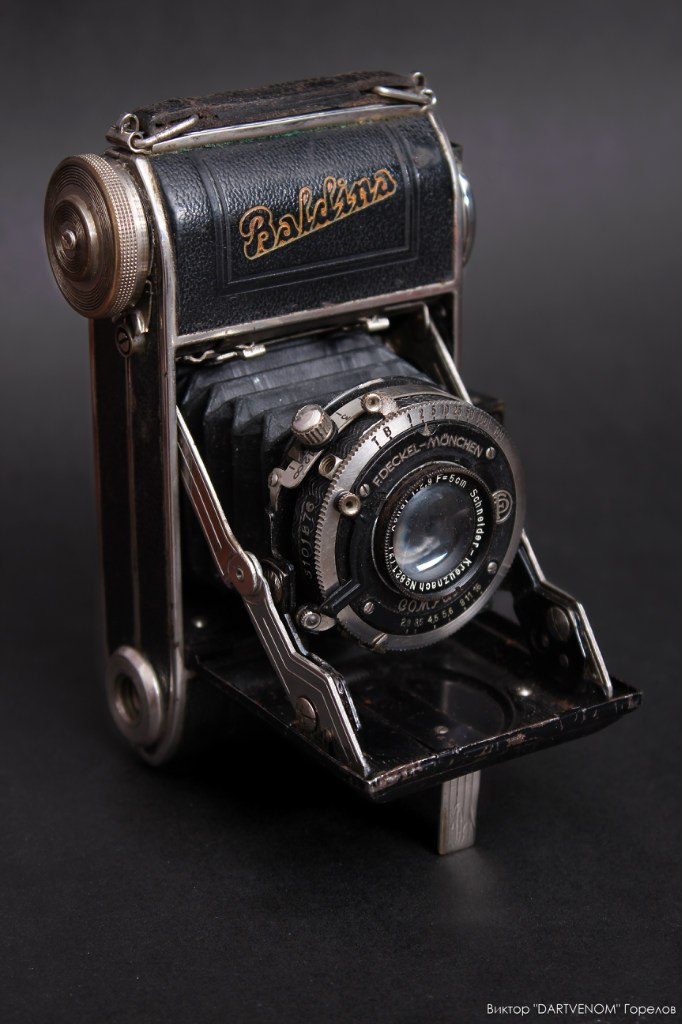
Imatge de la Baldina original

La Baldina i la Super Baldina foren una sèrie de càmeres creades a Alemanya per Balda Werke entre els anys 1930 i 1950. Aquestes càmeres són molt preuades pels col·leccionistes, ja que existeixen molts cossos de càmeres que s'anomenen Baldina (o Balda durant un temps) però que realment no són les originals.
Per tal de registrar la càmera sota el seu nom, Balda Werke va vendre les seves càmeres a la distribuïdora alemanya Porst, qui va rebatejar-les com Hapo 35, i a la distribuïdora americana qui les va rabejar com Rival 35. Les lents eren normalment d'altres empreses que es compraven i es batejaven sota el nom de Balda Baldinars o Baltars.
La càmera més famosa fou la Baldina, una càmera de 35mm feta a Dresden abans de la Segona Guerra Mundial. Té moltes semblances amb altres càmeres que també van sortir l'any 1935, com la Welta Welti o la Kodak Retina (tipus 117). La Baldina té un visor compensat amb parallax, un contador de fotos i, quan s'utilitzava amb les lents més avançades, enfocament d'unitat. No hi ha prevenció de doble exposició però hi trobem diferents variacions en la velocitat d'obturació. Les més avançades, però, corregien l'error de la doble exposició.
La producció de càmeres Baldina va continuar fins a finals de l'any 1941. La seva finalització es deu, majoritàriament, a l'escassetat de materials durant i després de la Segona Guerra Mundial (les càmeres en aquell període es solien fer amb trossos de llautó sense repintar, reflectint les dificultats de la producció durant la guerra).